# Grupo 6 de la Clasificación de UEFA para la Copa Mundial de Fútbol de 2002
El Grupo 6 de la Clasificación de UEFA para la Copa Mundial de Fútbol de 2002 contó con la participación de Bélgica, Croacia, Escocia, Letonia y San Marino; los cuales se enfrentaron entre sí para definir a un clasificado a la Copa Mundial de Fútbol de 2002 a celebrarse en Corea del Sur y Japón; y un equipo en la segunda ronda eliminatoria.

## Posiciones
| Pos. | Equipo     | Pts. | PJ | G | E | P | GF | GC | Dif. | Clasificación          |
| ---- | ---------- | ---- | -- | - | - | - | -- | -- | ---- | ---------------------- |
| 1    | Croacia    | 18   | 8  | 5 | 3 | 0 | 15 | 2  | +13  | Clasificado al Mundial |
| 2    | Bélgica    | 17   | 8  | 5 | 2 | 1 | 25 | 6  | +19  | Playoff                |
| 3    | Escocia    | 15   | 8  | 4 | 3 | 1 | 12 | 6  | +6   |                        |
| 4    | Letonia    | 4    | 8  | 1 | 1 | 6 | 5  | 16 | −11  |                        |
| 5    | San Marino | 1    | 8  | 0 | 1 | 7 | 3  | 30 | −27  |                        |

 Fuente: 

## Resultados
| 2 de septiembre de 2000 | Bélgica | 0–0        | Croacia | King Baudouin Stadium, Brussels                              |                                                              |
|                         |         | [ Reporte] |         | Asistencia: 27 510 espectadores Árbitro(s): Nikolai Levnikov | Asistencia: 27 510 espectadores Árbitro(s): Nikolai Levnikov |

| 3 de septiembre de 2000 | Letonia | 0–1     | Escocia    | Skonto stadions, Riga                                        |                                                              |
|                         |         | Reporte | McCann 89' | Asistencia: 9200 espectadores Árbitro(s): Andreas Schluchter | Asistencia: 9200 espectadores Árbitro(s): Andreas Schluchter |

| 7 de octubre de 2000 | Letonia | 0–4     | Bélgica                                                    | Skonto stadions, Riga                                   |                                                         |
|                      |         | Reporte | Wilmots 5' · B. Peeters 13' · Cavens 83' · G. Verheyen 90' | Asistencia: 7311 espectadores Árbitro(s): Leslie Irvine | Asistencia: 7311 espectadores Árbitro(s): Leslie Irvine |

| 7 de octubre de 2000 | San Marino | 0–2     | Escocia                     | Stadio Olimpico, Serravalle                                  |                                                              |
|                      |            | Reporte | Elliott 71' · Hutchison 73' | Asistencia: 4377 espectadores Árbitro(s): Gylfi Thor Orrason | Asistencia: 4377 espectadores Árbitro(s): Gylfi Thor Orrason |

| 11 de octubre de 2000 | Croacia    | 1–1     | Escocia          | Stadion Maksimir, Zagreb                                     |                                                              |
|                       | Bokšić 16' | Reporte | K. Gallacher 24' | Asistencia: 17 995 espectadores Árbitro(s): Gilles Veissiere | Asistencia: 17 995 espectadores Árbitro(s): Gilles Veissiere |

| 15 de noviembre de 2000 | San Marino | 0–1     | Letonia       | Stadio Olimpico, Serravalle                            |                                                        |
|                         |            | Reporte | Jeļisejevs 9' | Asistencia: 517 espectadores Árbitro(s): Darko Čeferin | Asistencia: 517 espectadores Árbitro(s): Darko Čeferin |

| 28 de febrero de 2001 | Bélgica                                                                                                   | 10–1    | San Marino | King Baudouin Stadium, Brussels                         |                                                         |
|                       | Vanderhaeghe 10' 50' · É. Mpenza 13' · Goor 26' 60' · Baseggio 64' · Wilmots 72' · B. Peeters 76' 84' 88' | Reporte | Selva 90'  | Asistencia: 40 104 espectadores Árbitro(s): Sten Kaldma | Asistencia: 40 104 espectadores Árbitro(s): Sten Kaldma |

| 24 de marzo de 2001 | Croacia                           | 4–1     | Letonia      | Stadion Gradski vrt, Osijek                                   |                                                               |
|                     | Balaban 8' 42' 45' · Vugrinec 89' | Reporte | Štolcers 60' | Asistencia: 13 345 espectadores Árbitro(s): Martin Ingvarsson | Asistencia: 13 345 espectadores Árbitro(s): Martin Ingvarsson |

| 24 de marzo de 2001 | Escocia             | 2–2     | Bélgica                      | Hampden Park, Glasgow                                          |                                                                |
|                     | Dodds 2' 27' (pen.) | Reporte | Wilmots 58' · Van Buyten 90' | Asistencia: 37 480 espectadores Árbitro(s): Kim Milton Nielsen | Asistencia: 37 480 espectadores Árbitro(s): Kim Milton Nielsen |

| 2001 de marzo del 28 | Escocia                                  | 4–0     | San Marino | Hampden Park, Glasgow                                    |                                                          |
|                      | Hendry 22' 33' · Dodds 34' · Cameron 63' | Reporte |            | Asistencia: 27 313 espectadores Árbitro(s): Petteri Kari | Asistencia: 27 313 espectadores Árbitro(s): Petteri Kari |

| 25 de abril de 2001 | Letonia   | 1–1     | San Marino | Skonto stadions, Riga                     |                                           |
|                     | Pahars 1' | Reporte | Albani 59' | Asistencia: 4000 espectadores Árbitro(s): | Asistencia: 4000 espectadores Árbitro(s): |

| 2 de junio de 2001 | Croacia                                                    | 4–0     | San Marino | Stadion Varteks, Varaždin                                  |                                                            |
|                    | Vlaović 3' · Balaban 29' · Šuker 54' (pen.) · Vugrinec 89' | Reporte |            | Asistencia: 15 000 espectadores Árbitro(s): Oleg Timofeyev | Asistencia: 15 000 espectadores Árbitro(s): Oleg Timofeyev |

| 2 de junio de 2001 | Bélgica                                            | 3–1     | Letonia    | King Baudouin Stadium, Brussels                           |                                                           |
|                    | Wilmots 2' · É. Mpenza 12' · Zemļinskis 50' (a.g.) | Reporte | Pahars 52' | Asistencia: 32 000 espectadores Árbitro(s): Ivan Dobrinov | Asistencia: 32 000 espectadores Árbitro(s): Ivan Dobrinov |

| 6 de junio de 2001 | Letonia | 0–1     | Croacia     | Skonto stadions, Riga                                    |                                                          |
|                    |         | Reporte | Balaban 40' | Asistencia: 5000 espectadores Árbitro(s): John McDermott | Asistencia: 5000 espectadores Árbitro(s): John McDermott |

| 6 de junio de 2001 | San Marino | 1–4     | Bélgica                                             | Stadio Olimpico, Serravalle                          |                                                      |
|                    | Selva 11'  | Reporte | Wilmots 10' 89' (pen.) · G.Verheyen 60' · Sonck 68' | Asistencia: 1538 espectadores Árbitro(s): Haim Yakov | Asistencia: 1538 espectadores Árbitro(s): Haim Yakov |

| 1 de septiembre de 2001 | Escocia | 0–0     | Croacia | Hampden Park, Glasgow                                    |                                                          |
|                         |         | Reporte |         | Asistencia: 47 584 espectadores Árbitro(s): Ľuboš Micheľ | Asistencia: 47 584 espectadores Árbitro(s): Ľuboš Micheľ |

| 5 de septiembre de 2001 | San Marino | 0–4     | Croacia                                              | Stadio Olimpico, Serravalle                               |                                                           |
|                         |            | Reporte | N. Kovač 40' · Prosinečki 48' (pen.) 90' · Soldo 77' | Asistencia: 1387 espectadores Árbitro(s): Knud Stadsgaard | Asistencia: 1387 espectadores Árbitro(s): Knud Stadsgaard |

| 5 de septiembre de 2001 | Bélgica                          | 2–0     | Escocia | King Baudouin Stadium, Brussels                                    |                                                                    |
|                         | N. Van Kerckhoven 28' · Goor 90' | Reporte |         | Asistencia: 43 500 espectadores Árbitro(s): Manuel Mejuto González | Asistencia: 43 500 espectadores Árbitro(s): Manuel Mejuto González |

| 6 de octubre de 2001 | Croacia    | 1–0     | Bélgica | Stadion Maksimir, Zagreb                                 |                                                          |
|                      | Bokšić 75' | Reporte |         | Asistencia: 36 077 espectadores Árbitro(s): Hellmut Krug | Asistencia: 36 077 espectadores Árbitro(s): Hellmut Krug |

| 6 de octubre de 2001 | Escocia                    | 2–1        | Letonia    | Hampden Park, Glasgow                                   |                                                         |
|                      | Freedman 44' · D. Weir 53' | [ Reporte] | Rubins 21' | Asistencia: 23 228 espectadores Árbitro(s): Terje Hauge | Asistencia: 23 228 espectadores Árbitro(s): Terje Hauge |

## Clasificado
Croacia